# Бангура, Секу Ибраима
Секу Бангура (бел. Секу Бангура, род. 26 июня 1993 года) — белорусский кикбоксер.

## Спортивная карьера

### Ранние годы
Секу Бангура родился 26 июня 1993 года в Минске. Его отец — гвинеец, мама — белоруска. В детстве по маминой инициативе 7 лет играл на скрипке, но незадолго до окончания музыкальной школы бросил занятия и записался в секцию баскетбола, которую посещал 4 года. В возрасте 17 лет начал заниматься кикбоксингом в клубе «Синьтяо». Его первыми тренерами были Игорь Городилов и Юрий Сацук. Через несколько лет перешёл в клуб «Чинук». В данный момент тренируется в Gridin Gym у Андрея Гридина.

### Спортивная карьера
Свой первый профессиональный поединок Секу провёл возрасте 21 года на турнире в России, где победил нокаутом в первом раунде. После этого за год он выходил в ринг ещё 6 раз: одержал три победы и потерпел три поражения.

В 2016 году Секу впервые выступил на турнире Татнефть, где на стадии 1/8 победил Камола Турсунова, но на следующем этапе уступил Семёну Шелепову решением судей. Завершился год для него двумя победами на турнире Осьминог над Владиславом Яблонским и Игорем Паиком.
2017 год прошёл для него без боёв и в следующий раз в ринг он вышел в начале 2018 года в поединке против Сергея Парчинского в Минске. Поединок завершился ничьей. В октябре Секу снова вышел в ринг Royal Fight, где уступил Вадиму Роличу из Молодечно.
В октябре 2019 года Секу впервые выступил на турнире Fair Fight в Екатеринбурге, где уступил Гаджи Меджидову техническим нокаутом во втором раунде.
В феврале 2021 года он принял участие в поединке на турнире BFC 66 в Минске. Против него в ринг вышел беларус Дмитрий Жаврид. Бой закончился победой Секу техническим нокаутом. В июле того же года он боксировал со своим давним соперником Евгением Волчеком и уступил ему решением судей.

## Титулы и достижения

### Любительский спорт
- 2016 Чемпионат РБ по кикбоксингу «WAKO»  86 кг
- 2020 Чемпионат РБ по кикбоксингу «WAKO»  86 кг